# Диоген из Синопе
Диоген (стгрч. Διογένης — [Diogénēs], такође познат као Диоген Киник) био је један од оснивача киничке филозофије, поред Антистена. Рођен је у Синопи, јонској колонији на црноморској обали Анадолије 412. или 404. п. н. е., а умро је у Коринту 323. п. н. е.
Диоген је био контроверзна личност. Био је син господара ковнице и протеран је из Синопе због обезвређења новца. Након изгнанства, преселио се у Атину и критиковао многе културне конвенције града. Угледао се на Хераклеов пример и веровао је да се врлина боље открива на делу него у теорији. Користио је свој једноставан начин живота и понашања да критикује друштвене вредности и институције онога што је видео као корумпирано, конфузно друштво. Имао је репутацију да спава и једе где год је желео на веома нетрадиционалан начин, и почео је да се јача против природе. Он је себе прогласио космополитом и грађанином света уместо да тврди да је одан само једном месту. Постоје многе приче о томе како је он прогањао Антистенове стопе и постао његов „верни пас“.
Диоген је створио врлину сиромаштва. Просио је за живот и често је спавао у великој керамичкој тегли, или питосу, на пијаци. Постао је озлоглашен због својих филозофских вратоломија, као што је ношење лампе током дана, тврдећи да тражи човека (често се на енглеском преводи као „тражим поштеног човека“). Критиковао је Платона, оспорио његову интерпретацију Сократа и саботирао његова предавања, понекад одвлачећи пажњу слушаоцима доносећи храну током дискусија. Диоген је такође био познат по томе што се ругао Александру Великом, како у јавности, тако и у лице када је посетио Коринт 336. п. н. е.
Диогена су заробили пирати и продали у ропство, да би се на крају настанио у Коринту. Тамо је своју филозофију цинизма пренео Кратесу, који ју је предавао Зенону, који ју је обликовао у школу стоицизма, једну од најтрајнијих школа грчке филозофије. Диогенови списи нису сачувани, али постоје поједини детаљи из његовог живота из анегдота, посебно из књиге Диогена Лаертијева Животи и мишљења истакнутих филозофа и неких других извора.

## Биографија
Главни извор информација о његовом животу пружа дело Диогена Лаертија. Рођен у Синопи, древној грчкој колонији Понт (приморска област североисточне Анадолије), према истоименом историчару, био је син извесног Ицесија, мењача новца, који је био затворен, или прогнан, јер је оптужен је за фалсификовање кованог новца. Тада је изгубио држављанство и сву своју материјалну имовину. Чини се да је овај аспект приче поткрепљен археологијом: велики број оштећених новчића (разбијених великим длетом) откривен је у Синопи из средине 4. века пре нове ере, а други новчићи тог времена носе назив Хицесије као чиновника који их је ковао. За то време у Синопи је кружило много лажног новца. Новчићи су намерно оштећени да би постали безвредни као законско средство плаћања. Синопа је била спорна између проперсијских и прогрчких фракција у 4. веку, а можда су иза тог чина били политички, а не финансијски мотиви.
Под оптужбом се нашао и Диоген, па се због тога преселио у Атину заједно са својим робом Манеом који је по доласку у Атину убрзо побегао, остављајући потпуно самог свог господара, који је својом пословичном иронијом морао да изјави: „Ако Мане може да живи без Диогена, зашто не Диоген без Манеа?“

### У Атини
Према једној причи, Диоген је отишао у Пророчиште у Делфима да тражи савет и речено му је да треба да „уквари валуту“. Након дебакла у Синопи, Диоген је одлучио да то значи да он треба да унакаже политичку валуту, а не стварне новчиће. Отпутовао је у Атину и поставио за циљ свог живота да оспори устаљене обичаје и вредности. Он је тврдио да се људи, уместо да буду забринути због праве природе зла, само ослањају на уобичајена тумачења. Ова разлика између природе („physis“) и обичаја („nomos“) је омиљена тема древне грчке филозофије и тема коју Платон заузима у Држави, у легенди о Гигеовом прстену.
Диоген би исмевао однос екстремне зависности. Лик мајстора који ништа није могао да учини за себе сматрао је презриво беспомоћним. Привукло га је аскетско учење Антистена, Сократовог ученика. Када је Диоген замолио Антистена да му буде ментор, Антистен га је игнорисао и наводно га је „на крају потукао својим штапом“. Диоген је одговорио: „Удари, јер нећеш наћи дрво довољно тврдо да ме држиш подаље од тебе, све док мислим да имаш шта да кажеш." Диоген је постао Антистенов ученик, упркос бруталности са којом је у почетку био примљен. Још увек је неизвесно да ли су се њих двоје заиста срели, али је надмашио свог господара и по угледу и по строгости свог живота. Он је своје избегавање земаљских задовољстава сматрао контрастом и коментарисањем савремених атинских понашања. Овај став је био заснован на презиру према ономе што је он сматрао глупошћу, претварањем, сујетом, самообманом и вештачким људским понашањем.
Приче испричане о Диогену илуструју логичку доследност његовог карактера. Он се навикао на временске прилике живећи у глиненој посуди за вино која је припадала Кибелином храму. Уништио је једну дрвену чинију коју је поседовао када је видео како сељачки дечак пије из својих руку. Затим је узвикнуо: „Будала сам, што сам све ово време носио сувишни пртљаг!“ Било је противно атинским обичајима да се једе на пијаци, а он би ипак јео тамо, јер, како је он објаснио, када су га укорили, осећао је глад за време док је био на пијаци. Он је волео да шета по пуном дневном светлу са лампом; на питање шта ради, одговарао би: „Тражим човека“. Савремени извори често говоре да је Диоген тражио „поштеног човека“, али у античким изворима једноставно „тражи човека“ – „ανθρωπον ζητω“. По његовом мишљењу, неразумно понашање људи око њега значило је да се они не квалификују као људи. Диоген је тражио човека, али наводно није нашао ништа осим хуља и ниткова.
Према Диогену Лаертију, када је Платон дао смешну дефиницију човека као „двоношца без перја“, Диоген је очерупао кокошку и унео је у Платонову академију, говорећи: „Ево! Довео сам ти човека,“ и тако је Академија додала „са широким равним ноктима“ дефиницији. Диоген Леартије такође преноси низ више безобразних прича у којима је Диоген пљувао, уринирао по људима и мастурбирао у јавности.

### У Коринту
Према причи која изгледа да потиче од Менипа из Гадаре, Диогена су заробили пирати док је био на путовању на Егину и продат као роб на Криту Коринћанину по имену Ксенијадес. Упитан за занат, одговорио је да не зна за занат осим за управне људе и да жели да га прода човеку коме је потребан господар. Ксенијаду се допао његов дух и унајмио је Диогена да подучава његову децу. Као васпитач двојици Ксенијадових синова, прича се да је он до краја живота живео у Коринту, који је посветио проповедању учења о врлини самоконтроле. Постоје многе приче о томе шта му се заправо догодило након што је провео време са два Ксенијадесова сина. Постоје приче у којима се наводи да је ослобођен након што је постао „цењени члан домаћинства“, док једна каже да је ослобођен скоро одмах, а друга каже да је „остарио и умро у Ксенијадовој кући у Коринту“. Чак се каже да је држао предавања великој публици на Истмијским играма.
Иако се већина прича о његовом животу у тегли налази у Атини, постоје извештаји о његовом животу у тегли у Коринту:
| „ | Извештај да је Филип марширао на град је бацио цео Коринт у вреву; један је уређивао своје руке, други је котао камење, трећи је крпио зид, четврти је учвршћивао зидове, свако је био користан на неки начин. Диоген који није имао шта да ради — наравно никоме није пало на памет да му да посао — био је дирнут призором да скупи свој филозофски огртач и почне енергично да котрља своју каду горе-доле по крануму; за то упитао је познаник и добио објашњење: „Не желим да ме сматрају јединим беспосличарем у толикој гужви; ваљам своју каду да будем као остали." | ” |

### Диоген и Александар Велики
Управо у Коринту се претпоставља да је дошло до сусрета Александра Великог и Диогена. Ове приче могу бити апокрифне. Извештаји Плутарха и Диогена Лаерција говоре да су разменили само неколико речи: док се Диоген опуштао на јутарњој сунчевој светлости, Александар је, одушевљен што је упознао славног филозофа, упитао да ли би могао да му учини услугу. Диоген је одговорио: "Да, клони се моје сунчеве светлости." Александар је тада изјавио: „Да нисам Александар, онда бих желео да будем Диоген“. „Да нисам Диоген, и даље бих желео да будем Диоген“, одговорио је Диоген. У другом извештају о разговору, Александар је пронашао филозофа како пажљиво гледа у гомилу људских костију. Диоген је објаснио: „Тражим кости твог оца, али не могу да их разликујем од костију роба.”

### Смрт
Постоје супротстављени извештаји о Диогеновој смрти. Његови савременици су тврдили да је задржавао дах док није издахнуо; иако други извештаји о његовој смрти говоре да се разболео од једења сирове хоботнице; или да је претрпео ујед зараженог пса. Када су га питали како жели да буде сахрањен, оставио је упутства да се баци ван градских зидина како би дивље животиње уживале у његовом телу. На питање да ли му ово смета, рекао је: "Никако, све док ми даш штап да отерам створења!" На питање како би могао да користи штап пошто би му недостајала свест, одговорио је: „Ако ми недостаје свесност, зашто би ме онда брига шта ће се десити са мном када сам мртав?“ До самог краја, Диоген је исмејавао људе који су показивали претерану забринутост за „правилан” третман мртвих. Коринћани су му у спомен подигли стуб на коме је почивао пас од паријског мермера.

## Филозофија

### Киницизам
Уз Антистена и Крата из Тебе, Диоген се сматра једним од оснивача киницизма. До Диогенових идеја, као и до идеја већине других киника, мора се доћи индиректно. Ниједан Диогенов спис није сачуван, иако се наводи да је аутор више од десет књига, свеске писама и седам трагедија. Циничке идеје су неодвојиве од циничке праксе; стога оно што знамо о Диогену садржано је у анегдотама које се тичу његовог живота и изрекама које му се приписују у низу раштрканих класичних извора.
Диоген је сматрао да су сви вештачки развоји друштва неспојиви са срећом и да морал подразумева повратак једноставности природе. Његова строгост и једноставност била је толика да су стоици касније тврдили да је мудар човек или „софос”. Према његовим речима, „Људи су закомпликовали сваки једноставан дар богова.“ Иако је Сократ раније себе идентификовао као припадника света, а не града, Диоген је заслужан за прву познату употребу речи „космополитски“. Када су га питали одакле је дошао, одговорио је: „Ја сам грађанин света (космополит)“. Ово је била радикална тврдња у свету где је човеков идентитет био блиско везан за његово држављанство одређеног града-државе. Прогнаник, човек без друштвеног идентитета, Диоген је оставио траг на својим савременицима.

### Опсценост
Диоген је поучавао живим примером. Покушао је да покаже да мудрост и срећа припадају човеку који је независан од друштва и да је цивилизација регресивна. Презирао је не само породичну и друштвено-политичку организацију, већ и имовинска права и углед. Чак је одбацио нормалне идеје о људској пристојности. Прича се да је Диоген јео на пијаци, мокрио неке људе који су га вређали, вршио нужду у позоришту, мастурбирао у јавности, показивао на људе средњим прстом... Када су га питали о његовом једењу у јавности, рекао је: "Ако узимање доручка није у реду, онда то није у реду ни на пијаци. Али узимање доручка је у реду, стога у реду је и на пијаци." На непристојност његовог мастурбирања у јавности рекао би: "Кад би бар било тако лако протерати глад трљањем стомака."

### Диоген као пас или псећи
Многе Диогенове анегдоте се односе на његово псеће понашање и хваљење врлина пса. Није познато да ли је Диоген увређен епитетом „псећи“ и од тога направио врлину, или је прво сам преузео тему пса. Када су га питали зашто га називају псом, одговорио је: „Лазим се онима који ми било шта дају, јечим онима који одбијају и режим на ниткове.“ Диоген је веровао да људска бића живе вештачки и лицемерно и да ће то учинити. уради добро да проучи пса. Осим што са лакоћом обавља природне телесне функције у јавности, пас ће појести било шта и неће правити гужву око тога где ће спавати. Пси живе у садашњости без анксиозности и немају користи од претензија апстрактне филозофије. Поред ових врлина, сматра се да пси инстинктивно знају ко је пријатељ, а ко непријатељ. За разлику од људи који или обмањују друге или су преварени, пси ће искрено лајати на истину. Диоген је изјавио да „други пси гризу своје непријатеље, а ја своје пријатеље да их спасем.“

## Диогенов синдром
Диогеново име је примењено на поремећај понашања који карактерише очигледно нехотично самозанемаривање и гомилање. Поремећај погађа старије особе и прилично је неприкладно назван, пошто је Диоген намерно одбацио уобичајене стандарде материјалне удобности и радио све само не гомилање. Само име је такође често критиковано јер је Диоген веровао да сам себи помаже.